# Penitenciaría de los Estados Unidos, Leavenworth
Penitenciaría de los Estados Unidos, Leavenworth (United States Penitentiary, Leavenworth o USP Leavenworth) es una prisión federal en Leavenworth, Kansas, Estados Unidos. Es una parte de la Agencia Federal de Prisiones (BOP por sus siglas en inglés). Su construcción se inició en el 1 de marzo de 1897. La primera prisión federal de los Estados Unidos, USP Leavenworth se abrió en 1906. Se abrió con 1.200 celdas.